# Soana (Burkina Faso)
Pour les articles homonymes, voir Soana.
Soana est une commune située dans le département de Ouarkoye de la province du Mouhoun au Burkina Faso.

## Géographie
La commune s'étend sur 123 km2. 

### Population
Lors du recensement de 2006, on y a dénombré 673 personnes. Les populations autochtones (Bwas) sont les plus nombreuses, mais on trouve aussi des San, des Mossi et des Peuls.

## Économie
Soana dispose d'une forêt, mais n'a pas de marché.